# Khuzdul nyelv
A khuzdul (vagy khuzdûl) J. R. R. Tolkien műveiben szereplő, törpök által beszélt kitalált mesterséges nyelv.
A khuzdul az alaptörténet szerint is mesterséges nyelv, mivel a vala Aulë alkotta kifejezetten a törpöknek, a teremtményeinek, és ő is tanította meg nekik a nyelvet, mielőtt Ilúvatar parancsára álomba nem helyezte őket az Elsőszülöttek eljöveteléig.
A törpök nyelvét más népbe való nemigen tanulta meg. Tolkien említi, hogy a legendák szerint Valinorban Aulë talán megtanította Fëanornak. A tündék egyáltalán nem érdeklődtek utána, még a nyelvészeik sem, mivel rosszhangzásúnak és csúfnak tartották. Maguk a törpök is titkolták a nyelvüket, és csak kevés esetet ismerünk, amikor hajlandóak voltak másokat khuzdulra tanítani. Ezek az alábbiak:
- Az Első Korban Beleriandban a Hador Házába való emberekkel az ott lakó törpök szoros kapcsolatot alakítottak ki. A feljegyzések szerint azonban az embereknek nehéz volt a khuzdul elsajátítása, inkább csak egyes szavakat vettek át, és építettek be a nyelvükbe. Ennek ellenére az adûninak, a númenoriak Hador-háztól származó nyelvének számos strukturális jellegzetessége a khuzdul hatását mutatja, ami mélyebb nyelvismeret mellett bizonyít.
- Az Első Korban csak a tünde Curufin került olyan szívélyes kapcsolatba a törpökkel, hogy elsajátíthassa a nyelvüket. Így Curufinon keresztül legalább egy törp jövevényszó bekerült a sindarinba: a törp kheled ‘üveg’ szó a szürketündében, mint heledh jelenik meg (vö. khelek- tő a Szilmarilok angol kiadásának függelékében). A törpök khuzdul nyelvű önelnevezése, a khazâd ‘törpök’ a quenyába Casar ‘törp’ alakban került át, a sindarinba pedig mint Hadhod. Úgy tűnik, a törpök is kölcsönöztek a sindarinból: a kibil ‘ezüst’ szónak a szürketünde celeb szóra kell visszamennie.
- A Másodkorban a gondolini Pengolodhról mondták, hogy egy ideig a cassorondói (khazad-dûmi) törpök között élt, és tudományos (nyelvészeti) céllal megtanult egy keveset a törpök aglâbjából (beszélt nyelvéből) és iglishmêkjéből (gesztusnyelvéből).

Amit viszont törpök valóban titkoltak, az a nevük volt. A külvilággal való kommunikációra külső neveket használtak, melyek nagy része más népek, így az emberek nyelvéből származott. Ezeket a külső neveket még khuzdul szövegben is használták, ha az a veszély fenyegetett, hogy azt a törpökön kívül mások is elolvassák. Ilyen például Balin sírjának felirata Móriában, ahol ő és apja, Fundin emberek által adott neve szerepel. Az alábbi esetekről tudunk, amikor törpök khuzdul nyelvű neve nyilvános lett:
- A Szilmarilok 20. fejezete említi Belegost törp urának, Azaghâlnak a nevét. Bizonyos megfontolások arra indítanak, hogy ez sem lehetett valódi belső név, hanem inkább titulus vagy „becenév” volt. A név feltételezett jelentése ugyanis ‘harcos’, így összefüggene a númenori azgarâ- ‘hadba száll, hadat visel’ igével.
- A Befejezetlen Mesékből ismert a nogrodi Telchar mesterének, a Gamil Ziraknak, a törp-kovácsnak a neve is. Meglehet ez is „becenév”.
- A pici-törpök viszont egyáltalán nem titkolták a neveiket. A Szilmarilok 21. fejezete szerint Mîm, a pici-törp nemcsak a saját nevét árulja el készségesen Túrinnak, hanem a fiaiét, Khîmét és Ibunét is. Talán ez a tulajdonság is hozzájárult ahhoz, amiért a rendes törpök ki nem állhatták a pici-törpöket.

A személyneveikkel ellentétben a törpök viszont nem titkolták a helyneveiket. A Gyűrűk Ura II. könyvének 5. fejezetében Gimli önként megemlíti Mória törp elnevezését: Khazad-dûm ‘Mória, Törptárna; tkp. törpök csarnokai’, valamint felsorolja a Mória feletti hegyek nevét is: Barazinbar ‘Vörös-fok; tkp. vörös szarv’, Zirakzigil ‘Ezüstfok’, Bundushathûr ‘Felhősfő; tkp. felhők feje v. felhőkben [lévő] fő’. Sőt, Gimli engesztelő baráti megnyilvánulásnak vette, amikor Galadriel Lothlórienbe való megérkezésekor khuzdul nyelven említette a Kheled-zâram ‘Tükör-tó; tkp. üvegtó’, Kibil-nâla ‘Ezüst-ér’ és Khazad-dûm ‘Mória’ helyneveket. Ugyanígy az Első Korban Mîm, a pici-törp úgy beszél lakóhelyének, Amon Rûdhnak a tünde nevéről, mint aki bosszankodik azon, hogy „a tündék minden nevet átneveztek”. Úgy tűnik tehát, hogy a törpök igényelték, hogy más népek a lakóhelyeiket törp nevükön említsék.
Megjegyzés: egyes magyar források néhány törp nevet az angol kiadásokhoz képest eltérő alakban említenek, így Khaled-Zâram Kheled-Zâram helyett, Tharkun Tharkûn helyett. Ilyenkor minden esetben az angol forrásokban található változatot vettük figyelembe.

## Rövidítések, jelek
| a.      | angol(ul) |
| e. sz.  | egyes szám(ú) |
| kb.     | körülbelül(i) |
| l.      | lásd |
| NB.     | nota bene! ’jól jegyezd meg!’ |
| például | például |
| s í. t. | (é)s így tovább |
| tkp.    | tulajdonképpen(i) |
| t. sz.  | többes szám(ú) |
| v.      | vagy |
| ?       | bizonytalan (jelentés, származás) |
| *       | (az adat előtt állva) feltételezett, a korpuszban nem (így) szereplő alak                                                                                       |
| <       | …-ból származik, következik |
| .       | khuzdul szavak belsejében a morfémahatárt (összetételi határt) jelöli                                                                                           |
| []      | 'khuzdul adat esetén – önállóan: Tolkien által „törölt” szó; szavak belsejében: bizonyos körülmények közt (feltehetően) kiesett, törlődött stb. szórészlet      |
|         | magyar fordítás esetén: a fordított kifejezésben nem szereplő, de szemantikailag odaértett kifejezés                                                            |
|         | egyébként – önállóan: IPA/APhI szerinti fonetikai jelölésnek megfelelő kiejtés; szavak belsejében: bizonyos körülmények közt kiesett, törlődött stb. szórészlet |

## Hangtan

### A betűk
A khuzdul átírására az alábbi latin betűk használatosak, amelyek egyben megfelelnek az egyes hangoknak [fonémáknak] (a nyelv eredeti lejegyzésére használatos móriai és erebori certheket ‘rúnákat’ itt nem ismertetjük):

### A hangok
A fenti betűknek megfelelő hangértékek az alábbiak, amennyiben jelentősen eltérnek a magyartól ([]-k között az IPA/APhI, //-k között pedig az a X-SAMPA szerinti fonetikai átírás található):
- a [a] /a/: rövid magyar á (elöl képzett, alsó nyelvállású, ajakréses magánhangzó)
- â [a:] /a:/: hosszú magyar á
- ê [e:] /e:/: hosszú magyar é
- gh [γ] /G/: holland g, a német ch zöngés változata (zöngés veláris réshang). Figyelem! Nem a kh zöngés párját jelöli!
- i: alapesetben nem térhet el jelentősen a magyar i-től; azonban nem tudható, hogy az aya ‘-(o/e/ö)n’ elöljárószó ai- rövidülésében is teljes szótagértékű [i] /i/-ként kell-e ejteni, vagy egy kettőshangzó félhangzós [i̯] /i_^/ eleméről van-e szó (ez utóbbi esetben magyaros megfelelője a j lehet)
- î [i:] /i:/: hosszú magyar í
- kh [kh] /k_h/: hehezett k, kb. mint a kh a magyar rakható szóban (hehezett zöngétlen veláris zárhang). Figyelem! Nem a gh zöngétlen párját jelöli!
- s [s] /s/: magyar sz
- sh [ʃ] /S/: magyar s
- th [th] /t_h/: hehezett t, kb. mint a th a magyar látható szóban (hehezett zöngétlen alveoláris zárhang). Figyelem! A th digráf a khuzdulban másként olvasandó, mint a tünde- és embernyelvekben: ez utóbbiakban értéke [θ] /T/, mint a angol thin szóban (zöngétlen dentális réshang)
- û [u:] /u:/: hosszú magyar ú
- y [j] /j/: magyar j

#### Hangtani megjegyzések
- A magánhangzórendszer szimmetriája igényelné, hogy a rövid o hangnak is legyen hosszú ô [o:] /o/ (hosszú magyar ó) párja. Azonban ez a korpuszban csak Tolkiennek egy, a Lhûn helynévhez tett etimológiai megjegyzésében fordul elő a sulûn mellékalakjaként megadott salôn formában. Így nem dönthető el egyértelműen, hogy az ô része-e a khuzdul hangrendszerének, mint kis gyakoriságú fonéma, vagy Tolkien adata csak azt jelzi, hogy a khuzdulban – az arabhoz hasonlóan – az û fonémának bizonyos helyzetekben ô ejtése lehetett, esetleg nyelvjárási különbségek állnak a háttérben.
- A Gyűrűk Ura E. függeléke II. Írás fejezetének A certhek c. pontja szerint van a khuzdulban egy „»tiszta« vagy glottális hang a magánhangzóval kezdődő szavak elején”. Ennek rúnája különbözik a h-étól, így nagy valószínűséggel a gégezárhangról (hamzáról) [ʔ] /?/ van szó, amely a sémi nyelvekben általános. Mivel a latin írásmódban ennek a hangnak nincs külön jele, és a magánhangzóval kezdődő szavak előtt sem jelenik meg semmilyen jel (vö. Azanulbizar), így valószínű, hogy a magánhangzóval kezdődő szavak elején automatikusan ejtődik, a szó belsejében pedig nem fordul elő (vagy esetleg csak magánhangzók között, például az ai-mênu kifejezés ai előtagjában, ha az két szótagos [ʔaʔi] /?a?i/ ejtésű). Amennyiben szükséges, ezt a feltételezett hangot a szemitológiában szokásos jelölés fogja jelölni: kisbetűként ’, nagybetűként 3.
- Szintén a fenti forrás állítja, hogy a khuzdulban gyakori az angol above szóban lévőkhöz hasonló magánhangzó, azaz a svá [ǝ] /@/. E hangnak a latin betűs adatokban nincs nyoma, így meglehet, hogy a héber ún. mozgó svájához hasonlóan mássalhangzó-torlódásokban jelenik meg automatikusan. Ilyen lehet például a Rukhs ‘ork’ szó [rukhǝs] /ruk_h@s/ ejtéssel.
- Úgy tűnik, hogy a khuzdul nem ismeri a geminátákat (hosszú mássalhangzókat), ez magyarázhatja, hogy miért van rövid n az Azanulbizar helynévben a hosszú mássalhangzót feltételező Azan.nûl.bizar etimológia mellett. A korpuszban egyetlen kettőzött mássalhangzós adat fordul elő: Khazad-dûm, azonban ennek szokatlan, kötőjeles írásmódját magyarázhatja az, hogy ez egy, a kiejtett alakkal szemben álló etimologikus írásmód.

### Szótagszerkezet
A sémi nyelvek többségének szótagszerkezete kötött. A khuzdul korpuszt ilyen szempontból megvizsgálva az alábbi szótagképletek fordulnak elő (C = egy mássalhangzó, V = egy rövid magánhangzó, VV = egy hosszú magánhangzó):
- CV, például ba-ruk
- CVV, például mê-nu
- CVC, például Nar-gûn
- CVVC, például dûm
- CVCC, például Rukhs

ill. ezek kezdő mássalhangzó nélküli változatai, ha nem véljük kötelezőnek a magánhangzós szókezdet előtti gégezárhangot:
- V, például A-za-ghâl
- [VV], nem fordul elő (lehet, hogy csak a korpusz kis mérete miatt)
- VC, például uz-bad
- VVC, például ûl (ha nem nûl-ként vagy toldalékként rekonstruáljuk)
- [VCC], nem fordul elő (lehet, hogy csak a korpusz kis mérete miatt)

A fentiekkel kapcsolatban az alábbiak vehetők észre.
Nincs (C)VVCC képletű szótag, így vélhetően a mássalhangzó-torlódásra végződő szótagokban nem állhat hosszú magánhangzó. Egyesek felvetik, hogy a hosszú magánhangzók mássalhangzó-torlódás előtti tilalma akkor is fennáll, ha a torlódás hangzói külön szótagokba esnek. Ez okozná például a Khazâd szó magánhangzójának megrövidülését a Khazad-dûm összetételben. Ilyen jellegzetesség megfigyelhető az arabban, de a khuzdulbeli előfordulását gyöngíti, hogy az arabban ilyen megszorítás több szótagtípust érint, így például CVCC szótag sem állhat C-vel kezdődő szótag előtt. Ez utóbbi viszont a khuzdulban a Sharb-hund szóban előfordul, bár a Bund.u.shatûr szó második u-jának megjelenését magyarázhatja az ilyen pozíció elkerülésének igénye. Ha a Sharbhund szót jólformálnak tartjuk, és a Bundushatûr második u-ját másképp magyarázzuk, akkor a CVVC+C szótagkapcsolat tilalmát sem tarthatjuk fent, tehát a magánhangzó-rövidülést másképp kell magyaráznunk: a birtokos esetben álló alakkal, vagy a szóhangsúly elvesztésével (erről l. később).
Nincs CC kezdetű, azaz mássalhangzó-torlódással induló szótag. Egyesek a Sharbhund nevet Shar.bhund-ként próbálják analizálni, azonban a rúnaírásban nincs a bh-nak megfelelő hehezetes hang, így ez mássalhangzó-kapcsolat lehet csak. Ezzel ez a *bhund tag egyedül állna, miközben a modellnyelvek egyértelműen kerülik a szótagkezdő mássalhangzó-torlódást. A fenti tagolást ugyanakkor az is gyengíti, hogy így két ritka képletű tag találkozna: egy két (*ShR) és egy négy (*BHND) mássalhangzós; míg az alternatív Sharb.hund tagolás két gyakori három mássalhangzós (ShRB, ill. HND) gyököt feltételez, így valószínűbb. Nincs alap tehát arra, hogy a khuzdulban ilyen szótagot feltételezzünk.
A magánhangzóval kezdődő szótagok mássalhangzóval kezdődőeknél korlátozottabb előfordulása arra látszik mutatni, hogy a magánhangzós kezdet előtt mássalhangzó-értékű gégezárhang léte feltételezhető. Ez a gégezárhang azonban, úgy tűnik, a sémi nyelvektől eltérően csak prosztetikus, azaz nem számít bele a gyökstruktúrába, vélhetően emiatt is nem jelöli a latin betűs átírás.

### Hangsúly
A khuzdul nyelvű adatok nem jelzik a hangsúlyt, de néhány sajátosságból arra lehet következtetni, hogy a szefárdi héberhez hasonlóan a hangsúly erősségi, és az utolsó szótagra esik. Úgy tűnik az -u birtokosrag mindig hangsúlytalan, és a szótag helyének megállapítása szempontjából nem számít. Ez utóbbi esetén analógia a klasszikus arab, ahol a névszók esetmorfémája így viselkedik.
A fenti feltételezésre az erősségi hangsúly és a magánhangzók hossza közti univerzálészerű összefüggések indítanak. Megfigyelhető, hogy:
- A hosszú magánhangzót tartalmazó névszók túlnyomó többsége esetén a hosszú magánhangzó az utolsó szótagba esik. Kivételek: nâla, zâram; a mênu esetén a szó végi -u feltételezhetően esetrag.
- Összetett szó első tagjaként az eredetileg hosszú magánhangzók megrövidülnek, amely az erősségi hangsúly elvesztésére utalhat. Példák: Khazâd ‘törpök’, de Khazad-dûm ‘törpök csarnokai (Törptárna, Mória)’, (n)ûl ‘patakok’, de Azanulbizar ‘Sötét patakok völgye (Fekete-patak völgye)’.
- A fenti rövidülés nem következik be a birtokeset -u ragja előtt uzbad Khazad-dûmu ‘Mória ura’, ill. talán mênu ‘? benneteket’.

A nâla ‘folyás, pálya, folyóágy’ hosszú magánhangzója is a hangsúlyhoz köthető, ha feltételezzük, hogy az arabhoz hasonlóan a hangsúly helye a szótag szerkezetétől függ. Így a hangsúly talán az utolsóról az utolsó előtti szótagra tolódhat, ha az utolsó szótag nyílt (és rövid magánhangzót tartalmaz). Ezzel az -u birtokos rag is a normál hangsúlyozási szabályok hatása alá eshetne.

## Nyelvszerkezet
A khuzdul alapszerkezete a sémi nyelvekére emlékeztet, vagyis hasonlít az arabra és a héberre. A tövek, amelyekből a szavak származnak, nem önmagukban kiejthető hangsorok, hanem csupa mássalhangzóból állnak. A főnevek, igék, melléknevek stb. nemcsak toldalékok segítségével képződnek (ha egyáltalán van ilyen az adott nyelvben), hanem úgy, hogy meghatározott magánhangzókat illesztünk a mássalhangzók közé, ill. egyes mássalhangzókat megkettőzünk. A ragozás során is inkább a szóbelseji magánhangzók változnak, semmint ragok, ill. jelek adódnak a szóhoz: az egyes számú khuzdul Rukhs ‘ork’ szó többese Rakhâs ‘orkok’. A szó mássalhangzók alkotta „csontváza”, amit gyöknek nevezünk, változatlan maradt: RKhS. A ragozáskor (és a szabályos szóképzéskor) „gyökképletet” adunk meg, ahol a gyökmássalhangzókat számok jelölik, így a Rukhs egyes szám struktúráját 1u23, a Rakhâs többes számét pedig 1a2â3 szimbolizálja. Az ilyen meghatározott nyelvtani funkcióval bíró struktúrákat törzsnek nevezzük.
A khuzdulban a sémi nyelvekhez hasonlóan a gyökök rendszerint három mássalhangzóból állnak, ilyenek például BRZ ‘vörös’, BND ‘fej’, KBL ‘ezüst’, NRG ‘fekete’. Két mássalhangzós gyökre példa a ZN ‘sötét, homályos’ (de ha a gégezárhang fonologikus létét feltesszük, akkor ez is leírható három mássalhangzós gyökként: 3ZN). Ezekhez adódnak az adott törzsnek megfelelő magánhangzók (esetleg elő- vagy utóképzőkkel párosulva) a megadott jelentésekhez tartozó tényleges szavak képzésére: baraz ‘vörös’, bund ‘fej’, kibil ‘ezüst’, narag ‘fekete’, azan ‘sötét, homályos’. A KhZD gyök a törpökkel kapcsolatos, amint az az olyan szavakban megfigyelhető, mint a Khazâd ‘törpök’ (amelynek egyes száma a Rukhs sugallta 1u23 törzsnek megfelelően *Khuzd lehet), ill. Khuzdul ‘törp nyelv[en], törpül’ (amelynek analógiájára az ‘ork nyelv[en], orkul’ jelentéshez *Rukhsul szóalak tartozhat). Ugyanez a KhZD gyök található meg Nargothrond ősi khuzdul nevében, a Nulukkhizdînben, de ennek a helynévnek a pontos jelentése ismeretlen. (NB. A Szilmarilok 2. fejezetében található hehezetlen Nulukkizdîn elírás, amint az a Középfölde Története sorozat 11. kötetéből – The War of the Jewels – kiderül). Úgy tűnik, a KhZD gyök alapjelentése a ‘hét (7)’ számnévhez kapcsolódik, vö. adûni hazid ‘hét (7)’. Ennek alapja Törpök Hét Atyjára és a törpök hét nemzetségére való utalás lehet.

## Nyelvtani elemzés
A korpusz, a rendelkezésre álló törp nyelvi anyag, nagyon kicsiny: zömmel néhány tulajdonnévből áll, mint a Khazad-dûm, Zirak-zigil, továbbá Balin sírfeliratából (Balin Fundinul uzbad Khazad-dûmu ‘Fundin [fia] Balin, Mória ura’), és a Baruk Khazâd! Khazâd ai-mênu! ‘A törpök fejszéi! Rajtatok a törpök!’ csatakiáltásból.

### Főnevek
A főnevek (névszók) a khuzdulban két számot különböztetnek meg: az egyes és a többes számot. Egyetlen főnévnek ismerjük mind az egyes, mind a többes számát: e.sz. Rukhs ‘ork’, tb.sz. Rakhâs ‘ork’. A többi főnév vagy csak egyes vagy csak többes számú alakban ismert. (A többes számról l. a Többes szám részt.) A sémiben gyakori kettes számnak nincs jele.
A nyelvtani esetek közül csak a birtokos esetnek van nyoma (erről l. a Birtokos szerkezet részt), a többi esetnek nem. Nem tudni, hogy ez azt jelenti, hogy nincs más főnévi eset, vagy csak a kis korpusz és mondatok hiánya okozza. A birtokos eset léte és a tárgyesetinek mondott mênu ‘? benneteket’ személyes névmás arra utal, hogy lehetnek esetek a khuzdulban. Analógia lehet a klasszikus arab, ahol három eset (alany-, tárgy- és birtokos) létezik, a többi viszonyt pedig elöljárószavakkal fejezi ki a nyelv. Az esetek léte ellen szól ugyanakkor, hogy elképzelhető, hogy a birtokos eset feltételezése csak a csekély nyelvi anyagból adódó félreértés, mivel vannak jelöletlen, vagy éppen elöljárószóval kifejezett birtokosok is. (Abból pedig, hogy a személyes névmásoknak van tárgyeseti alakjuk, nem feltétlenül következik az, hogy a főnévi paradigmában is léteznie kell ilyennek. Az sem biztos, hogy tárgyeset, vagy csak elöljárószó után álló kötött forma: az arabban az elöljárószavak birtokos esetet vonzanak, és ennek a kritériumnak éppen megfelel a mênu -u birtokosraggal megegyező végződése.)
A sémi nyelvekre jellemző a határozott névelő léte, ennek ellenére a khuzdulban ennek nincs jele. Nem mutatható ki a sémi nyelvekben egyébként is ismeretlen határozatlan névelő sem. A nyelvtani nemek létezésére nem utal adat annak ellenére, hogy a sémi nyelvek megkülönböztetik a hím- és a nőnemet.

#### Egyes szám
A sémi nyelvekben a főnevek lehetnek primitívek (azaz képzetlenek), vagy (többnyire) igékből képzettek. Ez utóbbiak meghatározott, a jelentésüknek megfelelő (például cselekvőnév, eszköznév) törzs szerint képződnek az igegyökökből. A korpuszban a főnevek többféle kontextusban állhatnak:
- önállóan,
- birtokos szerkezet tagjaként, ezen belül:
  - birtokként mint önálló szó,
  - birtokosként mint önálló szó,
  - birtokosként szóösszetételben,
  - birtokként szóösszetételben.

A birtokként álló előfordulásokkal a Birtokos szerkezet részben foglalkozunk, mert a sémi analógiák okán előfordulhat, hogy ilyen pozícióban más, az alapalakhoz képest megváltozott törzsben állnak a szavak. Azonban a szóösszetételben lévő birtokokat itt is figyelembe vesszük, mivel lehet, hogy a szóösszetételben a birtokos szerkezet jelöletlen.
Önálló főnevek törzsei:
- 1u23: Példák: bund ‘fej’, Rukhs ‘ork’, *hund (< ? Sharb.hund); ez lehet a legáltalánosabb, legnépesebb törzs, ha ide tudjuk csatolni a birtokos raggal ellátottnak sejtett gundu szót, a Khuzdul képzett melléknév alapját, ill. a Khazâd, baruk, tarâg többes számú alakok feltételezett egyes számát
- 1i2a3: Példák: zirak2 ‘(tű)fok, szeg’ (vö. összetételben bizar)
- 1a2ol: Példák: gathol ‘erőd’
- 1e2e3: Példák: kheled ‘üveg’ (de melléknévként is felfogható)
- 1a2a3: Példák: Mahal ‘Aulë’ személynév (talán ‘teremtő’ jelentésű cselekvő igenév?)
- 1i2i3: Példák: [zigil1] ‘(tű)fok, szeg’ valószínűleg téves adat, Tolkien utóbb zigil2 ‘ezüst’-re javította, így ez a törzs melléknévi lehet
- 1â2a3: Példák: zâram ‘tó, medence’
- i12a3: Példák: inbar (<*imbar) ‘szarv’
- a12â3: Példák: aglâb ‘(beszélt) nyelv’
- a1a2â3: Példák: Azaghâl személynév (valószínűleg ZGhL igei gyökből képezve)
- 1a23ûn: Példák: Nargûn ‘Mordor, tkp. fekete [föld]’ (a NRG ‘fekete’ gyökből képzett helynév), Tharkûn ‘Gandalf, tkp. botos [ember]’ személynév; tulajdonságra, ellátottságra utaló képzőnek tűnik
- 1â2a: Példák: nâla ‘folyás, pálya, folyóágy’
- 1î2: Példák: Mîm, Khîm személynevek
- i1u2: Példák: Ibun személynév
- 1â2: Példák: nâd ‘ér, folyás, pálya, folyóágy’ (le lett cserélve a nâla szóalakkal)

Szóösszetételben birtokosként szereplő törzsek:
- 1u23u: Példa: gundu ‘barlang, üreg’ a Felakgundu névben; a szó végi -u valószínűleg birtokos rag, így a törzs csak 1u23 (vö. Rukhs). Ezt támogatja a név véghangzó nélküli Felagund formája, valamint az a lehetőség, hogy ez a szó rejtezik az ismeretlen jelentésű Gundabad helynévben (a gund(u) a gunud ‘ás (üreget)’ igéből képzett eredménynévnek vagy befejezett igenévnek tűnik, de lehet a származás iránya fordított is)

Szóösszetételben birtokként szereplő törzsek:
- 1i2a3: Példák: bizar ‘völgy’ (vö. önálló zirak2)
- 1e2ak: Példák: felak2 ‘széles fejű kőfejtő véső, „csákány”; véső (személy), vájár, vájó’ (a felek igéből képzett eszköznév, ill. foglalkozásnév)

Önálló birtokosként szereplő törzsek:
- u12a3: Példák: uzbad ‘úr’

Egyéb egyes számú főnévi törzsek is lehetnek az alábbi (részben) etimologizálhatatlan összetett, képzett szavakban (a . jel a lehetséges összetételi, ill. morfematikus határt jelöli):
- Buzun.dush (ill. kevésbé valószínűen Buz.undush) ‘Morthond, Feketegyökér’: nem a NRG ‘fekete’ gyököt tartalmazza
- iglish.mêk ‘gesztusnyelv’: a GL gyökkezdet megegyezhet az aglâb ‘(beszélt) nyelv’ szó gyökkezdetével; amennyiben az *iglish tag melléknévi jellegű struktúrájából indulunk ki (1i2i3 törzs, vö. kibil, sigin, zigil2), úgy talán ‘beszélő, beszédre való; jelző, jelzésre való’ jelentést tulajdoníthatunk neki, a *mêk tag értelme pedig ‘kéz, kezek; gesztus, gesztusok; test’ lehetne
- Gabil.ân ‘Sirion’: a gabil előtag ‘nagy’ jelentésű melléknév, a(z) *(l)ân talán ‘folyó’, ‘víz, vizek’ stb. értelmű lehet (minthogy a Sirion tündéül ‘folyó’ jelentésű)
- Gund.abad hegynév: a *gund előtag lehet, hogy megegyezik a gund(u) ‘barlang, üreg’ szóval, az *abad tag melléknévi törzshöz tartozónak tűnik (a1a2 törzs, vö. azan ‘sötét, homályos’)
- Nuluk.khizdîn ‘Nargothrond’, a *Khizdîn tag összefügghet a törpök önelnevezését rejtő KhZD gyökkel: az 1i23în törzs struktúrája hasonlít a tulajdonságra, ellátottságra utalni látszó 1a23ûn gyökre; így lehet, hogy a pici-törpök elnevezését takarja, vagy ‘törpök által (lakott, épített) [hely]’ jelentésű, esetleg a Narog folyó helyi törp nevét rejti. Egyes források a *nuluk szót ‘folyó menti lakhely’ jelentésben a feltételezett *nûl ‘patakok’ szóban (< < Azan.nul.bizar), ill. a nâla ‘folyás stb.’ szóban lévő NL gyökhöz kötik
- Sharb.hund ‘Amon Rûdh’, ha elfogadjuk az azonos ‘kopasz hegy/domb’ jelentést, akkor valószínűleg *sharb ‘? kopasz; ? tar fej’, *hund ‘hegy, domb’, (azért így és nem fordítva, mivel az utóbbi 1u23 törzse főnévre utal)

#### Többes szám
A khuzdul szerkezeti mintájául szolgáló nyelvek kétféle többes számot ismernek, az ún. tört (avagy belső) többes számot és a rendes (avagy külső) többes számot.
- A tört többes szám szóbelseji magánhangzók, azaz a törzs megváltozásával képződik. Erre a sémi nyelvekénél ismertebb analógiát ad az angol a foot ‘láb’ > feet ‘lábak’, mouse ‘egér’ > mice ‘egerek’ típusú többes számokkal.
- A rendes többes szám külső, az egyes számú alakhoz járuló toldalékkal (többesszám-jellel) áll elő, hasonlóan a magyar nyelvhez.

A fordításkor többes számú jelentéssel visszaadott khuzdul főnevek vizsgálatakor nem hagyhatók figyelmen kívül az arab nyelvben létező ún. kollektívumok. Ezek olyan alakilag egyes számú főnevek, amelyek azonban gyűjtő értelműek. Ezekből a gyűjtőnevekből egyedítő képzéssel állíthatók elő egyedet jelző főnevek, vö. arab sadzsar[un] ‘fa (általában), fák’ kollektívum > sadzsarat[un] ‘egy fa’. Nem kizárt, hogy néhány esetben, amikor látszólag többes számú a jelentés, a khuzdulban is ilyen kollektívummal és nem többes számmal kell számolnunk. Ilyen szempontból különösen az alábbi alakok jöhetnek szóba: dûm ‘csarnok(ok), lakhely(ek)’, *(n)ûl ‘patak(ok)’, *(l)ân ‘víz(ek)’, *mêk ‘? kéz(ek), gesztus(ok)’.
A korpuszban csak tört többes számú fordulnak elő, külső többesszám-jel nem azonosítható. A többes számú jelentést hordozó törzsek az alábbiak (az Egyes szám részben alkalmazott kontextuális csoportosításban):
Önálló főnevek törzsei:
- 1a2â3: Példák: Rakhâs ‘orkok’, Khazâd ‘törpök’, tarâg ‘szakállak’. Ide tartozik az egyetlen szó, amelynek az egyes számát és a többes számát ismerjük: e.sz. Rukhs ‘ork’, t.sz. Rakhâs. Mivel a törp nyelv neve Khuzdul, amely képzett melléknévnek tűnik, az egyes számú ‘törp’ jelentésű szót *Khuzd alakban rekonstruálhatjuk, amelynek törzse megegyezik a Rukhs ‘ork’ szó törzsével. Így az feltételezhető, hogy az egyes számú 1u23 törzsbe tartozó főnevek a többes számú alakjaikat a 1a2â3 törzzsel képezik, tehát a bund ‘fej’ szó többes számára *banâd ‘fejek’ alak tehető fel. Amennyiben a fordított irányú feltételezést is megengedjük, a tarâg ‘szakállak’ szó egyes számára *turg ‘szakáll’ adódik.

Önálló birtokosként szereplő törzsek:
- 1a2â3: Példák: Khazâd ‘törpök’, vö. baruk Khazâd ‘törpök fejszéi’. Ennek az alaknak ismert az izolált előfordulása, amely nem tér el.

Önálló birtokként szereplő törzsek:
'* 1a2u3': Példák: baruk ‘fejszéi’, vö. baruk Khazâd ‘törpök fejszéi’. A baruk szó struktúrája összevethető a shathûr ‘felhők’ szóéval, így talán az 1a2u3 törzs az 1a2û3 törzs változata. A rövidülés lehetséges okaihoz vö. a Hangsúly, ill. a Birtokos szerkezet részben leírtakat.
Szóösszetételben birtokosként szereplő törzsek:
- 1a2a3: Példák: Khazad ‘törpök’, vö. Khazad-dûm ‘törpök csarnokai’. Ennek az alaknak ismert az izolált előfordulása: Khazâd ‘törpök’.
- 1a2û3: Példák: shathûr ‘felhők’, vö. Bund.u.shatûr ‘felhők feje’. Az összetétel értelmezhető azonban elöljárós szerkezetként is ‘fej a felhőkben’ jelentéssel. Ez azonban vélhetően a kontextuális csoportosítást nem befolyásolja, mivel feltételezhető, hogy az elöljáróval kapcsolódó főnevek a khuzdulban ugyanúgy viselkednek, mint a birtokos szerkezetben birtokosként szereplők. Erre a feltételezésre az ad lehetőséget, hogy egyrészt az ai-mênu ‘rajtatok’ kifejezésben az ai- összevont elöljáró utáni névmási alak a birtokos esethez hasonlóan -u végződésű, másrészt ahogy az arab nyelvben is birtokos esetben áll mind a birtokos, mind az elöljáróval kapcsolódó főnév.
- 1u2: Példák: *(n)ul ‘patakok’ (< Azan.[n]ul.bizar ‘sötét patakok völgye’). A törzs izolált formájához talán adalék az Azanulbuzar helynév rövidebb, Tolkien által korábban használt [Azanûl] formája. Ez esetben az 1û2 törzsképlet megegyezne a dûm ‘csarnokok, lakhelyek’ szó struktúrájával (a rövidüléshez vö. a Hangsúly, ill. a Birtokos szerkezet részben leírtakat). Amennyiben a mássalhangzós kezdetű forma a helytálló, úgy nem kizárt, hogy a *nûl esetén a nâla ‘folyás stb.’ szó többes számú alakjával van dolgunk. De az is lehet, hogy a *(n)ûl a *dûm-hoz hasonlóan formailag egyes számú kollektívumként értelmezhető, és ebben az esetben a nâla nem függ össze vele, vagy éppen a nâla származik a nûl-ból egyedítő képzéssel. További eshetőség az az analízis, mely szerint az nem is szóról, hanem az -ul melléknévképzőről lenne szó.

Szóösszetételben birtokként szereplő törzsek:
- 1û2: Példák: dûm ‘csarnokok’, vö. Khazad-dûm ‘törpök csarnokai, lakhelyei’. A dûm szó talán kollektívum és nem többes számú, így lehet, hogy nem ide tartozik.

#### Birtokos szerkezet
A sémi nyelvek birtokos szerkezete a magyarhoz képest fordított: birtok – birtokos sorrendű. A birtokos szerkezet mindkét tagja jelzett: a birtokos tag birtokos esetben áll, a birtok pedig egy speciális alakban, az. ún. status constructusban. Ezen kívül mind a klasszikus arabban, mind a bibliai héberben a birtoklás – eredetileg részeshatározót kifejező – elöljárós szerkezettel is kifejezhető.
A sémi nyelvek a szóalkotás során kevéssé használták a szóösszetételt, a két főnévből álló összetételnek tűnő szavak tulajdonképpen összeforrott birtokos szerkezetek, így a khuzdulban gyakorinak tűnő összetett tulajdonnevek esetén is ezzel a vélelmezéssel élhetünk.
A sémi nyelvekben ismert, a magyar -i képzőhöz hasonlóan vonatkozást, származást kifejező melléknévképzős kifejezéseket más nyelvekben gyakran birtokos szerkezettel adják vissza. Ilyen konstrukciónak tűnnek a khuzdulban az -ul toldalékos kifejezések (például Balin Fundinul ‘Fundin [fia] Balin’), ezért ezeket nem itt, hanem a mellékneveknél tárgyaljuk.
Az alábbi szabad (azaz nem összetett szót alkotó) birtokos szerkezetek fordulnak elő a korpuszban:
- baruk Khazâd ‘törpök fejszéi’
- uzbad Khazad-dûmu ‘Mória ura’

Összetett szóvá forrott birtokos–birtok szórendű szerkezetek az alábbiak:
- [Azan.(n)ûl*] ‘sötét patakok’ v. ‘sötétség[ek] patakjai’ v. ‘sötétség[ek]é’
- Azan.(n)ul.bizar* ‘sötét patakok völgye’
- Khazad-dûm ‘törpök csarnokai/lakhelyei’
- Kheled-zâram* ‘üvegtó’
- Kibil-nâla* ‘ezüstfolyás’; ez esetben valószínűbb a melléknévi jelzői szerkezet
- Narag-zâram* ‘? fekete medence’; ez esetben valószínűbb a melléknévi jelzői szerkezet
- [Uruk.tharbûn]
- [Zirak.zigil1*] ‘ezüstfok’ (Tolkien régebbi értelmezése szerint)

Összetett szóvá forrott birtok – birtokos szórendű szerkezetek az alábbiak:
- Felak.gundu ‘barlangvájó’
- Nuluk.khizdîn* (< [Nuluk-khizidûn]) ‘? törpök által épített folyó menti lakhely; ? Narog folyó menti lakhely’
- [Udush.inbar]* ‘felhő[k] feje, felhős fő’, a Bundushatûr régebbi, Tolkien által lecserélt elnevezése
- Zirak.zigil2* ‘ezüstfok’ (Tolkien újabb értelmezése szerint)

Összetett szóvá forrott egyéb szerkezetek:
- Bund.u.shatûr ‘felhők feje’ v. ‘fej a felhőkben’

A *-gal megjelölt kifejezések nemcsak birtokos, hanem melléknévi jelzős szerkezetként is értelmezhetők, valamint az [Azanûl], ill az Azanul.bizar előtagja esetén képzett is lehet a szó.

##### A birtokos szerkezet szórendje
A szabad birtokos szerkezet szórendje birtok – birtokos sorrendűnek tűnik, amit a korpusz mindkét példája igazol, valamint a sémi nyelvi analógia is támogat.
Az összetett szavakban a helyzet nem egyértelmű, mindkét sorrend adatolható, de a szabadhoz képesti fordított birtokos – birtok sorrend gyakoribbnak tűnik.

##### A birtokos jelzése
Mint fentebb megállapítottuk, a birtokost a sémi nyelvekben is a birtokos eset jelezheti. Ennek van is jele, mivel a Khazad-dûm ‘Mória’ helynév -u toldalékkal szerepel az uzbad Khazad-dûmu ‘Mória ura’ kifejezésben. Az -u végződés hasonló szerepét feltételezhetjük a Felak.gundu szókapcsolatban, mert így a végződés nélküli *gund tag illeszkedni fog a legproduktívabbnak tetsző 1u23 főnévi törzsre.
A többi esetben azonban ilyen birtokos ragot nem találunk. Ennek magyarázata lehet az, hogy a birtokos csak a fenti két esetben egyes számú egyedi főnév, a többi esetben a birtokos vagy többes számú, vagy megszámlálhatatlan főnév (például anyagnév, színnév), ill. melléknévnek is tekinthető.
A khuzdul tehát vélhetően rendelkezik birtokos esettel, melynek ragja egyes számú egyedi főnevek esetén -u, egyébként az alanyesettel (szótári alakkal) egyezik meg.

##### A birtok jelzése
A sémi analógia okán azt feltételezhetjük, hogy a birtok speciális alakban, status constructusban áll, amely vélhetően a törzsében különbözne a nem birtokként álló alaktól. Egyes szerzők ilyennek értékelik például a többes számú baruk ‘fejszéi’ szót a baruk Khazâd ‘törpök fejszéi’ kifejezésben, és a legszámosabb főnévi osztályba sorolva *burk egyes számot és *barûk többes számot rekonstruálnak hozzá. A status constructus így azonosítani vélt többes számú 1a2u3 törzse egye számú formáját a Bundushatûr földrajzi név *bundu ‘feje’ tagjában vélik megtalálni, a megfelelő törzs tehát 1u23u lenne.
Ez ellen az analízis ellen azonban jelentős megfontolások vethetők szembe.
- Az önálló főnevek esetén igen sok törzs azonosítható, az e.sz. 1u23 ~ t.sz. 1a2û3 paradigma csak ezek egyike. Nincs igazán alap arra, hogy a baruk alakot ide vonjuk, és ne máshova.
- Az uzbad ‘ura’, felak ‘vájója, vájára’ stb. szavaknak is status constructusban kellene állnia, de törzsük különbözik a baruk-étól, sőt egymásétól is. Egyrészt tehát nincs alap a baruk-ot inkább a az e.sz. 1u23 ~ t.sz. 1a2û3 paradigma status constructusi tagjának tartani, mint például az uzbad-ot. Másrészt a sok tagot felmutató az e.sz. 1u23 ~ t.sz. 1a2û3 paradigma mellett ilyen homogenitás a birtokként szereplő szavak közt nem igazolható, így kérdéses hogy e paradigma mellé meghatározott törzs rendelhető lenne status constructusként.
- Ha a bundu ‘feje’ alak 1u23u törzse status contructust jelezne, akkor azzal a problémával szembesülünk, hogy így azonos alakú lesz az 1u23 törzs birtokos esetével, így éppen a bundu egyaránt lehetne egyes számú birtok és birtokos kifejezője. További probléma, hogy azon sémi nyelvek esetén, amelyek megőrizték az esetragozást (mint például a klasszikus arab), a status contructusnak is van birtokos esete, így fonotaktikailag problematikus a birtokos rag -u végződését egy -u végű alak esetén alkalmazni.

Sajnos, a korpuszban nem szerepel olyan szó, amely önállóan és birtokként is előfordulna, így biztos fogódzó nincs. Mindenesetre, az látható, hogy birtokként csak a dûm szóban van hosszú magánhangzó, míg önálló helyzetben ez gyakoribb. Különösen feltűnő ez többes szám esetén, így ha van status constructusi alak, akkor az inkább a magánhangzó rövidülésében jelentkezhet, semmit szisztematikus törzsek formájában.
Azonban valószínűbb, hogy a khuzdulban nincs status constructus, mivel a rövidülést máshogy is meg lehet magyarázni. A sémi nyelvekben a status constructusos birtokos szerkezet tagjai nem választhatók el egymástól, nem ékelődhet be közéjük más szó (csak a határozott névelő, de az a khuzdulban nincs). A status constructusos szerkezet tehát egy összetett szóként értelmezhető, aminek az is a következménye lehet, hogy az első tag szóhangsúlya elvész. A hangsúlyvesztés pedig a Hangsúly részben megemlítetteknek megfelelően a magánhangzó megrövidülésével járhat. Erre utalhat, hogy a tapasztalható rövidülés nem annyira attól függ, hogy a tag birtok-e, avagy sem, hanem attól, hogy elől szerepel-e egy birtokos szókapcsolatban. Így a Khazad-dûm-ban is megrövidül a Khazâd magánhangzója annak ellenére, hogy birtokos.

##### Bundushathûr
Speciális eset a Bundushatûr ‘Felhősfő’ földrajzi név: a bund ‘fő’ és a shathûr ‘felhők’ tag közti u elemre több magyarázat is adható:
- Az u lehet birtokviszonyt (eredetileg feltételezhetőleg részeshatározót) jelző elöljárószó. Az arabban a li- ‘-nak/nek, számára, részére’ is jelezhet birtokviszonyt, ill. a min ‘-ból/ből, -tól/től’ részelő, ill. anyagnévi határozót. Ez esetben talán azért van elöljárós szerkesztés, mert a többes számú birtokos nem vehet fel birtokosragot, így az összetett szavakban kevésbé szokásos birtok – birtokos szórendű birtokviszony jelzetlen lenne.
- Az u lehet ‘-ban/ben’ jelentésű helyviszonyt jelző elöljárószó. Ez ellen az szól, hogy ilyen szókapcsolatok a sémi nyelvekben nemigen alkotnak összetett szavakat (bár Tolkien angol anyanyelvi szokásai itt felülírhatták a sémi jellegzetességeket).
- Az u lehet agrammatikus elem, a hármas mássalhangzó-torlódás feloldására. Ez ellen az amúgy kézenfekvő magyarázat ellen az szól, hogy a torlódások feloldására inkább A hangok részben említett, latin betűs átírásban jelzetlen svá szolgálhat. Lehet azonban, hogy a svá az egy gyökön belül fellépő torlódások esetén lép fel, szavak (ill. összetételi tagok) közt teljes hangzó, így például u, jelenik meg. Az sem zárható ki teljesen, hogy ez az latin betűs u éppen a svá hangot adja vissza.

### Melléknevek
A sémi nyelvekben a melléknevek lehetnek
- elsődlegesek, ekkor maga a gyöknek van elsődlegesen melléknévi jelentése,
- igéből meghatározott törzsekkel képzettek,
- főnévből képzőkkel képzettek.

#### Elsődleges és belső képzésű melléknevek
Az első két csoportot a kis korpusz, és az azonos gyökre visszamenő melléknevek és igék hiánya miatt nem tudjuk szétválasztani. Az azonosítható elsődleges, ill. igékből képzett törzsek az alábbiak:
- 1a2a3: Példák: baraz ‘vörös’, narag ‘fekete’, *zahar ‘? meredek’ (<: Tumun.zahar)
- 1a2i3: Példák: gabil ‘nagy(szerű)’, gamil ‘öreg’
- 1e2e3: Példák: kheled ‘üveg’
- 1i2a3: Példák: [zirak1] ‘ezüst’
- 1i2i3: Példák: *iglish ‘? beszélő, beszédre való; jelző, jelzésre való’, kibil ‘ezüst’, sigin ‘hosszú’, zigil2 ‘ezüst’
- 1u2u3: Példák: *buzun ‘? fekete’ (<: Buzun.dush)
- 1a23: Példák: *sharb ‘? kopasz, tar’
- a1a2: Példák: *azan ‘sötét, homályos’

Feltűnő, hogy az 1a2i3 törzs kivételével a melléknevek magánhangzói azonosak, míg a főnévi tövek közt ez ritkaság. A listán egyedül a Sharb.hund földrajzi névből kikövetkeztethető *sharb egy szótagos, ezért lehet, hogy nem is melléknévről, hanem főnévről van szó.
Egyes nézetek szerint az Azanulbizar névben található *azan sem melléknév, hanem az uzn ‘homály, árnyék’ főnév feltételezett azân többes számának alakváltozata lenne. Ez ellen azonban szólnak érvek. Egyrészt ha ez igaz lenne, akkor ez lenne az egyetlen többszörös birtokos szerkezet ‘árnyékok patakjainak völgye’ jelentéssel. Ennél egyszerűbb szerkezetű, tehát nagyobb valószínűségű is egy jelzős birtokos és egy birtok kapcsolata. Másrészt, ha az azan (azân) többes számú, akkor nem értelmezhető az a teória, hogy az -ul ebben melléknévképző lenne, mivel a többes számú alakokból való képzés merőben szokatlan lenne. Ezért az a legvalószínűbb, hogy az azan eredetileg is rövid magánhangzós, és az a1a2 melléknévi törzzsel (amelyik valószínűleg az 1a2a3 törzs két mássalhangzós gyökökhöz tartozó változata) állt elő a ZN gyökből. Ebből következne, hogy a 1a2â3 törzzsel alkotott többes számú főnevekhez tartozhat 1a2a3 alakú melléknévi forma. Ebben az esetben a Khazad-dûm összetétel nemcsak olyan birtokos szerkezetként értelmezhető, amelynek előtagja a Khazâd ‘törpök’ többes számú főnév alakváltozata, hanem a Khazad önálló melléknévként is felfogható ‘törp-, törpökhöz tartozó’ jelentéssel.
A kheled ‘üveg’ szót mind a főnevek, mind a melléknevek közt szerepeltettük. Az anyagnevekről sok nyelvben nehéz eldönteni, hogy a főnevekhez vagy a melléknevekhez tartoznak-e. Ennek tesztje az lenne, ha abban tudnánk dönteni, hogy birtokos szerkezetben vagy jelzőként kapcsolódnak-e a jelzett szóhoz, de erre a korpusz semmi támpontot nem ad. Hasonló megfontolások vethetők fel az ‘ezüst’ jelentésű szinonimák esetén: egyes források a kibil esetén anyagnévi (tehát inkább főnévi), míg a zigil2 esetén színnévi (tehát inkább melléknévi) jelentést feltételeznek, de erre a megkülönböztetésre nincs sok támpont (hacsak nem az eltérő szórend). Az arabban nemcsak az anyagnevek lehetnek főnévi jellegűek, hanem például a rossz ember, vad szamár kifejezések is két főnév birtokos kapcsolatával, kb. mint ‘rosszaság embere’, ‘vadság szamara’ adhatók vissza, így ilyesmi a khuzdul esetén sem zárható ki. Azonban ennek eldöntésére támpontunk nincs, így talán arra a gyakorisági elemzésből levonható következtetésre hagyatkozhatunk, hogy kétes esetekben az azonos magánhangzókat tartalmazó szavak elsősorban melléknéviek, az – akárcsak a hosszukban – különböző magánhangzókat tartalmazók pedig elsősorban (absztrakt) főnevek lehetnek.

#### Képzőkkel alkotott melléknevek
Itt elsősorban az olyan -ul végű szavakat kell számba vennünk, mint a Fundinul ‘Fundin [fia]’, Mazarbul ‘feljegyzések [terme]’, Khuzdul ‘törp nyelv’, ill. esetleg Azanul(bizar) ‘homály (patakjai)’. Itt a Fundin és a *Khuzd (< Khazâd) világosnak látszik a főnévi alap. Ennek alapján az -ul végződést olyan, névszókból vonatkozó melléknevet alkotó képzőnek tekinthetjük, mint a magyar -i képzőt is. Az ilyen melléknév ismert a sémi nyelvekben is. Így az arabban ilyen képzővel képzik a népnevekből a népre utaló melléknevet. Ennek megfelelően a feltételezhető eredeti aglâb Khuzdul ‘törp nyelv’ kifejezésből elmaradhatott az aglâb ‘(beszélt) nyelv’ főnév, és a Khuzdul melléknév főnevesülve jelentéstapadással felvehette az egész ‘törp nyelv’ értelmet. Ugyanígy alakulhatott ki a ‘fia’ szó elmaradásával az apanévi értelem a Fundinul-típus esetén s í. t. (NB. Néhány kései forrásban Tolkien a törp nyelv nevét hosszú magánhangzóval Khuzdûl-nak írta. Lehet, hogy jelentéshasadással akarta volna az -ul képző többféle jelentését szétválasztani.)
Hasonlóan főnevesedett melléknévi jelentést fedezhetünk fel az olyan -ûn végű (feltételezhetően 1a23ûn törzsbe tartozó) szavak esetén, mint a Nargûn ‘fekete [föld]’, Tharkûn ‘botos [ember], ill. az elavult [Uruk.tharbûn] összetett szó utótagja. Vélhetően ide tartozik a Nuluk.khizdîn összetett név 1i23în utótagja is, annál is inkább, mivel ennek korábbi alakja -ûn végződésű volt: [Nuluk.khizidûn].
Az igékből képzett melléknevek az Igék részben kerülnek ismertetésre.

#### Jelzői szórend
A sémi szórend a magyarhoz képest fordított, a birtokos szerkezettel azonos: minősített – minősítő, azaz jelzett szó (főnév) – jelző (melléknév) sorrendű. A korpuszból nem tisztázható egyértelműen, hogy a khuzdulban hogyan alakul a szórend. Azonban nyelvtipológiai megfontolások miatt a birtokos szerkezettel azonos sorrend feltételezhető (vö. A birtokos szerkezet szórendje rész), tehát szabad jelzői kapcsolatoknál főnév – melléknév sorrend, összetett szavaknál (elsősorban) ehhez képest fordított.
Az alábbi szabad (azaz nem összetett szót alkotó) jelzős szerkezetek fordulnak elő a korpuszban:
- Balin Fundinul ‘Fundin [fia] Balin’
- Gamil Zirak* ‘öreg szeg’ v. ‘öreg ezüst’ (a régebbi jelentés szerint); személynév

Összetett szóvá forrott jelző – jelzett szó sorrendű szerkezetek az alábbiak:
- [Azan.(n)ûl*] ‘sötét patakok’
- Azan.(n)ul.bizar* ‘sötét patakok völgye’
- Baraz.inbar ‘vörös szarv’
- Gabil.(l)ân ‘? nagy folyó’
- Gabil.gathol ‘nagy erő’
- Iglish.mêk* ‘gesztusnyelv’
- Kheled-zâram* ‘üvegtó’
- Kibil-nâla* ‘ezüstfolyás’
- Narag-zâram ‘fekete medence’
- Sigin-tarâg ‘hosszú szakáll[ú]ak’
- [Udush.inbar*] ‘? felhős szarv’, a Bundushathûr régebbi neve
- [Zirak.inbar*] ‘ezüstszarv’, a Zirak-zigil régebbi neve
- [Zirak-zigil1]* ‘ezüstfok’ (régebbi értelmezés)

Összetett szóvá forrott jelzett szó – jelző sorrendű szerkezetek az alábbiak:
- Nuluk.khizdîn* ? (< [Nuluk-khizidûn]) ‘? törpök által épített folyó menti lakhely; ? Narog folyó menti lakhely’
- [Zigil.nâd*] ‘ezüstfolyás’, a Kibil-nâla régebbi neve
- Zirak-zigil2* ‘ezüstfok’ (újabb értelmezés)

Ismeretlen strukturájú, esetleg jelzős kapcsolatot tartalmazó kifejezések az alábbiak:
- Buzun.dush ‘? fekete gyökér’
- Sharb.hund* ‘? kopasz domb’
- Tumun.zahar ‘? meredek üreg’

A *-gal megjelölt kifejezések nemcsak melléknévi, hanem birtokos jelzős szerkezetként is értelmezhetők, valamint az [Azanûl], ill az Azanul.bizar előtagja esetén képzett is lehet a szó.
Az összetett szavak esetén az előfeltételezésnek megfelelő adatokat találunk: ugyanúgy, ahogy a birtokos szerkezet esetén, mindkét szórend előfordul, de dominánsabb a minősítő – minősített sorrend.
A korpusz két szabad jelzős kapcsolata viszont egymásnak ellentmond: a Balin Fundinul az előfeltételezésnek megfelelő, minősített – minősítő sorrendet mutat, de a Gamil Zirak ehhez képest fordított. A jelenséget esetleg megmagyarázhatjuk azzal, hogy egyedül a Gamil Zirak lenne az egyetlen szavas személynév; így feltételezhető, hogy ez esetben is összetett szóról van szó, amelyet viszont – talán nyomdahibából – az íráskép nem tükröz. Ugyanakkor az is elképzelhető, hogy a Gamil itt főnevesedett, és ‘öregember’ jelentésű; ekkor a kapcsolatot minősített – minősítő sorrendű birtokos szerkezetként analizálhatjuk: ‘a szeg öregje’, ill. ‘az ezüst öregje’.
Így nincs ok arra, hogy ne fogadjuk el valószínűnek, a tipológiai elvekből következő jelzett szó (főnév) – jelző (melléknév) szórendet.

#### Jelzői egyeztetés
A sémi nyelvekben a melléknevek állapotban (határozott v. határozatlan), nyelvtani nemben, számban és esetben általában egyeznek a jelzett főnévvel, bár a nem és a szám szerinti egyezés bizonyos helyzetekben el is maradhat (például az arabban a tárgyak és nem értelmes lények tört többese egyes szám nőnemű melléknevet vonz). A melléknevek jelzőként is a főnevek módjára ragozódnak. A khuzdulban nincs kimutatható határozott névelő és nyelvtani nem, így a melléknév csak számban és esetben egyezhet a jelzett szóval.
Az esetbeli egyezésről nem állítható semmi, hiszen az egyetlen talán ide vonható példa, az Azan.(n)ul.bizar ‘sötét patakok völgye’ esetén a jelzett (n)ûl ‘patakok’ szó sem visel birtokos ragot, így ez az azan ‘sötét, homályos’ jelző esetén sem várható még akkor sem, ha van esetbeli egyezés a khuzdulban.
A korpuszban a biztos többes számú jelzői szerkezet a Sigin-tarâg ‘hosszú szakáll[ú]ak’, és kissé bizonytalanabb az Azan.(n)ul.bizar ‘sötét patakok völgye’, mivel ebben a (n)ûl ‘patakok’ egyes számot vonzó gyűjtőnév is lehet. Mivel a sigin ‘hosszú’ 1i2i3 törzse más, egyes számú melléknevekben is előfordul (vö. kibil ‘ezüst’, *iglish ‘? beszélő, beszédre való; jelző, jelzésre való’), valamint az azan ‘sötét, homályos’ is a legszámosabb 1s2a3 törzs két mássalhangzós változatába tartozónak tűnik, így nincs alap annak feltételezésére, hogy a khuzdulban a melléknévi jelző számban egyezne.

### Igék
A korpuszban négy ige található, ezek:
- felak1 ‘vésővel követ fejt, csákányol’
- felek ‘követ vág, vés’
- gunud ‘ás (üreget)’
- SLN ‘esik; sebesen ereszkedik’

Mivel ezek az etimológiai részben találhatók – a SLN-nek még a vokalizmusa sem ismert – nem ágyazódnak szövegkörnyezetbe, így az igei paradigma nem vizsgálható. Ugyanakkor a sémi analógiákra támaszkodva néhány állítás talán megfogalmazható a khuzdul igerendszeréről is.
A sémi gyökök jelentős része elsődlegesen igei természetű. Az igék szótári alakjaként a legegyszerűbb igealakot szokták megadni, ez általában a befejezett szemlélet egyes szám 3. személyű alakja. A számot és a személyt az alapalakhoz járuló elő-, utó- és ölelőragok fejezik ki, a többi igei jellemzőt (mód, szemlélet, műveltetés, visszahatás stb.) a törzs cseréjével képzik. Ugyanígy a törzs váltásával állnak az igei alapú, a cselekvés, történés helyét, idejét alanyát, eszközét stb. kifejező származékfőnevek. Az elsődlegesnek tűnő melléknevek igen nagy része is tulajdonképpen a melléknévvel kifejezett állapotot leíró ige névszói származéka. Ugyanakkor a sémi nyelvek is ismerik az igeneveket, melyek bizonyos nyelvekben (mint például az újhéber) ragozott igealakokká lehettek, hasonlóan, ahogy a magyar -t/tt múlt idő is eredetileg befejezett melléknévi igenév volt.

#### Elsődleges igék
A fentiek fényében a két elsődleges, vokalizmussal ismert ige – felek ‘követ vág, vés’, gunud ‘ás (üreget)’ – esetén feltűnő, hogy a struktúrájuk nagyon hasonlít az elsődleges melléknevekére, vö. kheled ‘üveg’, *buzun ‘? fekete’. Ez megengedi azt, hogy a sémi analógiájára feltételezzünk, hogy a khuzdul melléknevek, ill. azok jelentős része jelzőként használt ige (ill. igealak), így a kheled szó (ill. gyökének) elsődleges jelentése ‘üvegből van’ s í. t.
Az arabban az ige alaptörzsének második mássalhangzója határozza meg az ige paradigmáját. Amennyiben feltételezhetjük, hogy a khuzdulban az ige alapalakja azonos magánhangzókat tartalmaz, úgy az sem zárható ki, hogy e magánhangzó hangszíne paradigmatikus, azaz lehetnek e-, u- stb. osztályú igék, amelyek szisztematikusan, de egymástól eltérő törzsekkel képezhetik származtatott igei, névszói alakjaikat. Így például a gunud ige ismert *gund(u) főnévi alakjából kiindulva vélelmezhető, hogy az egyes számban 1u23 törzsű főnevek összeköttetésben lehetne a feltételezhető u-osztályú igékkel.

#### Származtatott igék
A felak1 ‘vésővel követ fejt, csákányol’ ige a felek ‘követ vág, vés’ igéből származtatott forma. Általában úgy vélik, hogy ez a származtatás nem közvetlen, hanem a felak2 ‘széles fejű kőfejtő véső, „csákány”; véső (személy), vájár’ főnév igei használatáról van szó. Ezt a valószínűnek tűnő magyarázatot támogatja az, hogy ez megfelel Tolkien angol anyanyelvének szokásaival, például angol pickax(e) ‘csákány’ > to pickax(e) ‘csákányol’.
Azonban másfajta magyarázat is lehetséges. A felak2 főnév felfogható mint a felek ige cselekvő melléknévi igeneve főnevesedése, vö. ugyanígy magyar vés ige > véső melléknévi igenév > véső ‘vésésre általában használatos eszköz’.
A melléknév igenév pedig a sémi analógia szerint igésedhet is, így például az újhéberben a – nem személyragozható – folyamatos melléknévi igenév szolgál a sémi alapból eredetileg hiányzó jelen idő kifejezésére. Ennek nyomán az is elképzelhető, hogy a felak1 ige voltaképpen a felek igei alapforma [? jelen] időt, [? folyamatos] aspektust vagy más jelentéstani mozzanatot kifejező paradigmatikus formája.

#### Igenevek
Kitágítva az igenév terminus bevett értelmét, itt igenév alatt az igékből ragszerűen produktív képzési eszközökkel alkotott névszót fogunk érteni. Az alábbi ide tartozó esetek szerepelnek a korpuszban:
A gunud ‘ás (üreget)’ ige névszói alakja áll a Felak.gundu személynévben, amelyet általában *gundu alakban, ‘barlang, üreg’ jelentésben rekonstruálnak. Ennek megfelelően feltételezhető, hogy (az u-osztályú) igék az 1u23u törzzsel képezhetnek eredményfőnevet. Amennyiben helytálló az az analízis, hogy a *gundu alak végén az -u birtokos rag, és a szó alapalakja *gund, akkor az sem kizárt, hogy a leggyakoribb 1u23 főnévi törzs egy része is ilyen igéből származtatott főnév.
A felak2 ‘széles fejű kőfejtő véső, „csákány”; véső (személy), vájár’ főnév szintén igéből, a felek ‘követ vág, vés’ szóból, ered. A Származtatott igék részben leírtak alapján ez lehet főnevesedett cselekvő-folyamatos melléknévi igenév. Alternatív magyarázat az, hogy eszköznévi értelmű képzésről van szó. Amennyiben az 1e2a3 törzset ilyen értelemben hozzárendelhetjük, az e-osztályú igékhez, akkor az sem kizárt, hogy az 1i2a3 törzshöz tartozó zirak2 ‘(tű)fok, szeg’ főnév az i-osztályú igék hasonló alakja lehet (<: ? *zirik ‘? összekapcsol, rögzít’). Aulë törpök által használt Mahal nevéről felteszik a ‘teremtő’ jelentést, ami alapján talán ennek 1a2a3 törzse is egy igeosztály cselekvő-folyamatos melléknévi igeneve lehet.
A Mazarbul ‘feljegyzések [terme]’ tulajdonnevet a ZRB igegyökből származtatják. Amennyiben az -ul végződés valóban melléknévképző (vö. Képzőkkel alkotott melléknevek rész), akkor e szó képzőtörzsét ma1a23 alakban rekonstruálhatjuk. Az arabban m-prefixes törzs képzi mind a szenvedő igenevet (például maktūb[un] ‘írt, írva lévő’ <: kataba ‘ír’), mind a cselekvés helyét, ill. idejét kifejező főnévi származékot (például maktab[un] ‘iroda’ <: kataba ‘ír’). A Mazarbul esetén mindkét jelentés megfelelő lehet. NB. A Mazarbul esetén többes számú jelentésből indulnak ki, azonban ez nem valószínű, hiszem többes számú alak nem vehetne fel képzőt. Az ellentmondás feloldásául feltételezhető, hogy a *mazarb ‘feljegyzések’ alapszó kollektív, így alakilag egyes számban áll. Ugyanakkor az sem zárható, hogy a *mazarb egyszerűen ‘az írás helye’ jelentésű egyes számú főnév, és csak az angol fordításban adták vissza többes számmal.
Tolkien a sinda Lhûn víznév kapcsán kifejti, hogy ennek *Slôn vagy *Slûn előzménye a khuzdul SLN ‘esik; sebesen ereszkedik’ igegyök salôn vagy sulûn származékának átvétele.
A ‘harcos’ jelentésűnek vélt Azaghâl személynevet a númenori azgarâ- ‘hadba száll, hadat visel’ igével kapcsolják össze. Lehet azonban, hogy itt nem egy númenori képzés átvételérő van szó, hanem az illető númenori igével rokon *ZGhL khuzdul gyök származékáról.
A melléknevek egy része tulajdonképpen „jelzői melléknévi igenév” lehet (részletesen lásd az Elsődleges igék részben).

### Névmások
A korpuszban csak egyetlen, a többes szám első személyre utaló névmási alak fordul elő az ai-mênu ‘rajtatok’ elöljárószavas kapcsolatban.
Az elöljárószó nélküli mênu formához általában tárgyeseti ‘benneteket, titeket’ jelentést adnak meg. Tekintve azonban, hogy az -u végződés egybeesik a birtokos eset ragjával, és az arabban az elöljárószavak birtokos esetet vonzanak, így valószínűbb az, hogy ez birtokos eseti alak. Minthogy azonban sok – főként nyugati – nyelvben a személyes névmás tárgyas és birtokos alakja azonos, így talán a khuzdulban is így van. Annál is inkább, mivel az esetrendszert még megőrző klasszikus arabban a többes számban a névszók esetén is egybeesik a tárgy- és birtokos eset.
NB. A sémi nyelvekben nem az elöljárószavak kapcsolódnak a személyes névmáshoz, hanem az elöljárószavak vesznek fel birtokos személyragokat. Vagyis a helyzet ugyanolyan, mint a magyar esetén (azzal a különbséggel persze, hogy a magyarban nem az elöljárószavak, hanem a névutók viselkednek így). Ha a fenti analízis helytálló, akkor a khuzdul itt nem követi a sémi nyelvek mintáit. Ugyanakkor az is felvethető lenne, hogy a -mênu nem egy ragozott személyes névmás, hanem többes szám első személyű birtokos személyrag, vö. a némileg hasonló újhéber -ejnu többes szám első személyű birtokosrag.
A névmások a sémi nyelvekben, így vélhetően a khuzdulban is, kívül állnak a gyökrendszeren, tehát nem egy mássalhangzós gyökből képződnek magánhangzós törzs(ek)kel

### Elöljárószak
A korpuszban csak egyetlen, a többes szám első személyre utaló névmási alak fordul elő az ai-mênu ‘rajtatok’ elöljárószavas kapcsolatban.
Az elöljárószó nélküli mênu formához általában tárgyeseti ‘benneteket, titeket’ jelentést adnak meg. Tekintve azonban, hogy az -u végződés egybeesik a birtokos eset ragjával, és az arabban az elöljárószavak birtokos esetet vonzanak, így valószínűbb az, hogy ez birtokos eseti alak. Minthogy azonban sok – főként nyugati – nyelvben a személyes névmás tárgyas és birtokos alakja azonos, így talán a khuzdulban is így van. Annál is inkább, mivel az esetrendszert még megőrző klasszikus arabban a többes számban a névszók esetén is egybeesik a tárgy- és birtokos eset.
NB. A sémi nyelvekben nem az elöljárószavak kapcsolódnak a személyes névmáshoz, hanem az elöljárószavak vesznek fel birtokos személyragokat. Vagyis a helyzet ugyanolyan, mint a magyar esetén (azzal a különbséggel persze, hogy a magyarban nem az elöljárószavak, hanem a névutók viselkednek így). Ha a fenti analízis helytálló, akkor a khuzdul itt nem követi a sémi nyelvek mintáit. Ugyanakkor az is felvethető lenne, hogy a -mênu nem egy ragozott személyes névmás, hanem többes szám első személyű birtokos személyrag, vö. a némileg hasonló újhéber -ejnu többes szám első személyű birtokosrag.
A névmások a sémi nyelvekben, így vélhetően a khuzdulban is, kívül állnak a gyökrendszeren, tehát nem egy mássalhangzós gyökből képződnek magánhangzós törzs(ek)kel.

### Szóalkotás
A khuzdulban a korpusz tanúsága szerint a szóalkotás kétféle formája ismert: összetétel és képzés.

#### Szóösszetétel
A sémi nyelvektől eltérően a khuzdulban gyakorinak tűnik az összetétellel történő szóalkotás. A korpuszban az idetartozó esetek kivétel nélkül tulajdonnéviek, így valószínű, hogy ez a fajta szóalkotás elsősorban a tulajdonnevek képzésére használatos. Azonban lehet, hogy ez csak azért tűnik így, mert a korpuszban felülreprezentáltak a tulajdonnevek a köznevekhez képest.
A korpuszban található összetett szavak megmerevedett, összeforrott névszói kifejezések az alábbi forrásokból:
- birtokos szerkezet,
- melléknévi jelzős szerkezet,
- elöljárószavas szerkezet.

Úgy tűnik, az – egymástól nem mindig megkülönböztethető – birtokos és a melléknévi jelzős szerkezetek az önálló előforduláshoz képest fordított szórendben alkotnak összetett szavakat, míg az egyetlen elöljárószavasnak értelmezhető szerkezet (Bund.u.shathûr) analízise kérdéses.
A szóösszetételekkel részletesen a Főnevek és Melléknevek részek megfelelő pontjai foglalkoznak.

#### Szóképzés
A szóképzés a khuzdulban kétféleképpen történhet: egyrészt a szó mássalhangzós gyökét kitöltő magánhangzós törzs megváltoztatásával, másrészt a képzőkkel. Az átmeneti jelenségeket, azaz, amikor a képző meghatározott törzs felvételét követeli meg, a képzőkkel történő szóképzésben tárgyaljuk. A fentieken kívül megemlítjük még a nyelvtörténeti relevanciájú gyökképzést.

##### Gyökképzés
A sémi szavak gyökeinek túlnyomó többsége három mássalhangzóból áll. Azonban néha megfigyelhető, hogy egy nyelven belül jelentésüket tekintve összetartozónak tűnnek az első két gyökmássalhangzójukban azonos, és csak a harmadik mássalhangzóban eltérő szavak. Ugyanez a jelenség megfigyelhető a rokon nyelvek között is. Ennek magyarázata az, hogy a sémi gyökök legősibb rétege két mássalhangzós lehetett, amely egy harmadik, gyökképző mássalhangzóval bővülhetett ki.
Hasonló jelenségre utalhat a khuzdulban az, hogy egyrészt itt is vannak (maradtak) két mássalhangzós gyökök (például ZN ‘sötét, homályos’), másrészt az aglâb ‘beszélt nyelv’ és az iglishmék ‘gesztusnyelv’ szóból kikövetkeztethető *iglish ‘? beszélő, beszédre való; jelző, jelzésre való’ szavak jelentése összefüggni látszik és gyökeik első két mássalhangzója megegyezik. Így lehet, hogy ebben az esetben is egy korábbi, nyelvtörténeti GL gyökkel számolhatunk, amely egy harmadik magánhangzó felvételével GLB, ill. GLSh gyökre hasadt.

##### Szóképzés törzsváltással
A nyelvtani segédszavakat, mint például elöljárószavak, névmások, a sémi szavaknak alapalakja is képzett, egy három (de néha kettő vagy négy) szótagos mássalhangzós gyökből. Ezeknek a gyököknek az elsődleges jelentése lehet igei vagy főnévi, esetleg melléknévi, így alapalakjuknak (szótári alakjuknak) az elsődleges jelentéshez tartozó legegyszerűbb formát (ige esetén a befejezett szemlélet kijelentő módjának egyes szám harmadik személyét, főnév esetén a status absolutus az egyes szám alanyesetét), tekintjük és ehhez képest határozzuk meg a többi törzset, amely az alapalak törzse helyébe lépve új szavakat képezhet. De ez csak konvenció, egy másik forma is kijelölhető lenne alapalaknak, és akkor a korábban elsődlegesnek tekintett forma is képzettnek számíthatna.
Hasonló a helyzet a khuzdulban is. A törzsek és a képzés összefüggései megtalálhatóak a megfelelő szófajoknál, elsősorban az Elsődleges és belső képzésű melléknevek és a Származtatott igék, ill. Igenevek részekben.

##### Képzők
Az igei alapú képzők a korpuszban nem találhatók, az ilyen szóalkotás mindegyike törzsváltással történő képzésnek tekinthető. Névszói alapú képző azonban több is feltételezhető:
Az -ul toldalék főnévhez, esetleg (főnevesedett ?) melléknévhez járulva valószínűleg ‘-val kapcsolatos’ jelentésű, vonatkozást, származást kifejező melléknevet képez. Az ilyen melléknév gyakran birtokos határozói jelentést hordoz, így – a szláv terminológiával – akár birtokos melléknévképzőnek is nevezhetnénk. Főnevesedve további jelentésárnyalatokat is kifejezhet: apanév, ill. nyelvek nevének képzésére szolgálhat. A példákat illetően l. a Képzőkkel alkotott melléknevek részt.
Az -ûn képző, esetleg az 1a23ûn törzs részeként, a főnévi vagy melléknévi alapszóval való ellátottságra utaló személy-, ill. helynévképzőnek azonosítható. Esetleg felvethető, hogy elsődlegesen mellékneveket képez, amely önálló használatban főnevesedhet, ill. tulajdonnévvé lehet. Ide tartozhat az -în (1i23în) képző, különösen, ha egy korábbi *1i2i3ûn forma változatának tartjuk. Erről részletesebben l. a Képzőkkel alkotott melléknevek részt.
Az -ân elem a Gabilân ‘Sirion, tkp. nagy folyó’ földrajzi névben nemcsak összetételi tagként, hanem képzőként is felfogható. Mivel helynévről van szó, felvethető, hogy az előbb említett -ûn és -în képzők alakváltozatáról van szó: az -n előtti magánhangzó hangszínét esetleg az alapszó törzse határozza meg.
Egy -uk (1u2uk) elem tűnik fel a Nuluk.khizdîn ‘Nargothrond’ összetett tulajdonnév *nuluk előtagjában, ha azt a ‘folyó menti lakhely’ értelemben a nâla ‘folyás, folyóágy, pálya’ szóhoz kapcsoljuk.

### Mondattan
A korpusz egy csatakiáltás két mondatát tartalmazza: Baruk Khazâd! Khazâd ai-mênu! ‘A törpök fejszéi! Rajtatok a törpök!’
Ezek közül az első mondat hiányos, a teljes alakja kb. ‘Itt vannak a törpök fejszéi!’ lehetne. Ezzel a gyakorlatban demonstrálható, hogy a khuzdulban léteznek hiányos mondatok, azon túl, hogy korpuszbeli példa hiányában is belátható lenne, hogy a hiányos mondatok léte mondattani univerzálé.
A második mondatot sokan a sémi nyelvekben ismert ún. nominális mondatnak értékelik. A nominális mondatokban nincs ige, hanem az állítmányt valamilyen más szófajú szó vagy szókapcsolat (például névszó, névmás, számnév, határozószó, elöljárós kifejezés) fejezi ki. Más szóval a nominális mondatokból elmarad a létige. Harmadik személy jelen idő kijelentő mód esetén a magyarban is ismert ez a mondattípus.
A nominális mondatok léte a khuzdulban is könnyen lehetséges, azonban ez a példából nem következik, minthogy a kijelentés hiányos mondatként is felfogható. Ez utóbbi értelmezést látszik támogatni az, hogy a egyrészt megelőző mondat is hiányos, másrészt a szövegkörnyezet, vagyis a csatakiáltás, önmagában implikálja a tömör, és ebből kivetkezően hiányosan szerkesztett megfogalmazást.

## Szójegyzék
[kidolgozás alatt, nem teljes]
- *abad jelentés nélkül < Gundabad; alakilag mellélnévnek tűnik (a1a2 törzs, vö. azan)
- aglâb ‘(beszélt) nyelv’
- Azaghâl személynév (valószínűleg ZGhL igei gyökből képezve)
- *ân v. *lân jelentés nélkül, talán ‘? folyó’, ‘? víz, vizek’ stb. < Gabilân (< ? *Gabil.lân) ‘Sirion’
- bizar ‘völgy’ < Azanulbizar ‘Fekete-patak völgye, tkp. sötét patakok völgye’
- bund ‘fej’ < Bund.u.shathûr ‘Felhősfő; tkp. felhők feje v. felhőkben [lévő] fő’
- Buzundush ‘Morthond, Feketegyökér’; nem a NRG ‘fekete’ gyököt tartalmazza
- felak2 ‘széles fejű kőfejtő véső, „csákány”; véső, vájó (személy), vájár’; a felek ige származéka (eszköznév, ill. foglalkozásnév?)
- Gabilân ‘Sirion’: összetételnek tűnik, (< ? *Gabil.lân <) gabil ‘nagy’, a(z) *(l)ân talán ‘folyó’, ‘víz, vizek’ stb. értelmű lehet (minthogy a Sirion tündéül ‘folyó’ jelentésű)
- gathol ‘erőd’ < Gabilgathol ‘Belegost, tkp. nagy erőd’
- gund ‘barlang, üreg’; feltételezette a gundu alanyeseti alakja, továbbá talán < Gundabad helynév
- Gundabad hegynév, összetételnek tűnik: gund ‘barlang, üreg’ + *abad ismeretlen jelentésű szó, talán melléknév (a1a2 törzs, vö. azan)
- gundu ‘barlang, üreg’; feltételezetten a gund birtokragos alakja < Felakgundu ‘barlangvájó’: Finrod mellékneve (Felaggundu, és Felagund alakban is); vagy a gunud ige származéka (eredménynév, befejezett igenév?), vagy annak az alapja
- gunud ‘ás (üreget)’
- *hund ‘? hegy, domb’ < Sharbhund ‘Amon Rûdh’ hegynév
- Ibun személynév
- *iglish jelentés nélkül < iglishmêk ‘gesztusnyelv’; talán ‘beszélő, beszédre való; jelző, jelzésre való’ jelentés tarsítható hozzá (vö. iglishmêk címszó)
- iglishmêk ‘gesztusnyelv’; a GL gyökkezdet megegyezhet az aglâb ‘(beszélt) nyelv’ szó gyökkezdetével; amennyiben az *iglish tag melléknévi jellegű struktúrájából indulunk ki (1i2i3 törzs, vö. kibil, sigin, zigil2), úgy talán ‘beszélő, beszédre való; ; jelző, jelzésre való’ jelentést tulajdoníthatunk neki, a *mêk tag értelme pedig ‘kéz, kezek; gesztus(ok); test’ lehetne
- inbar (<*imbar) ‘szarv’ < Barazinbar ‘Vörös-fok; tkp. vörös szarv’
- kheled ‘üveg’ < Kheled-zâram ‘Tükör-tó; tkp. üvegtó’
- *Khizdîn < Nulukkhizdîn ‘Nargothrond’, korábbi alak: [Khizidûn]; összefügghet a törpök önelnevezését rejtő KhZD gyökkel: az 1i23în [1i2i3ûn] törzs struktúrája hasonlít a tulajdonságra, ellátottságra utalni látszó 1a23ûn gyökre (vö. Nargûn, Tharûn); így lehet, hogy a pici-törpök elnevezését takarja, vagy ‘törpök által (lakott, épített) [hely]’ jelentésű, esetleg a Narog folyó helyi törp nevét rejti
- Khîm személynév
- *lân, l. *ân
- Mahal ‘Aulë’
- *mêk jelentés nélkül < iglishmêk ‘gesztusnyelv’; talán ‘kéz, kezek; gesztus(ok); test’ jelentés tarsítható hozzá (vö. iglishmêk címszó)
- Mîm személynév
- Nargûn ‘Mordor, tkp. fekete [föld]’ (a NRG ‘fekete’ gyökből képzett helynév)
- [nâd] ‘ér, folyás, pálya, folyóágy’ < [Zigilnâd], a Kibil-nâla ‘Ezüst-ér’ korai neve, Tolkien később nem használta
- nâla ‘folyás, pálya, folyóágy’ < Kibil-nâla ‘Ezüst-ér’
- *nûl v. *ûl ‘? patak(ok), folyó(k)’ ? < az Azanulbizar helynév egyesek által feltételezett Azan.[n]ul.bizar tagolásából. A NL gyökre utal az nâla ‘folyás, pálya, folyóágy’ szó is (ill. a továbbképzett *nuluk)
- *nuluk < Nulukkhizdîn ‘Nargothrond’; Egyes források a *nuluk szót ‘folyó menti lakhely’ jelentésben a feltételezett *nul ‘? patak, folyó’ szóban (< ? Azan.nul.bizar), ill. a nâla ‘folyás stb.’ szóban lévő NL gyökhöz kötik
- Nulukkhizdîn ‘Nargothrond’, összetételnek tűnik: *nuluk + *Khizdîn (utóbbiak feltételezett jelentését l. a megfelelő címszónál)
- Rukhs ‘ork’
- *sharb ‘? kopasz; ? tar fej’ < Sharbhund ‘Amon Rûdh’ hegynév
- Sharbhund ‘Amon Rûdh’ hegynév; összetételnek tűnik, ha a törp név jelentése ugyanúgy ‘kopasz hegy/domb’, mint a tündéé, akkor valószínűleg *sharb ‘? kopasz; ? tar, fej’, *hund ‘hegy, domb’, (azért így és nem fordítva, mivel az utóbbi 1u23 törzse főnévre utal, vö. Rukhs, bund)
- Tharkûn ‘Gandalf, tkp. botos [ember]’ személynév
- Tumunzahar ‘Nogrod (< Novrod)’ helynév; összetételnek tűnik, ha a törp név jelentése ugyanúgy ‘üreges lakhely’, mint a tündéé, akkor valószínűleg *tumun és *zahar tagokból álló összetétel, ahol az elemek jelentése ‘üreg(es)’, ill. ‘lakhely’
- *ûl, l. *nûl
- uzbad ‘úr’
- zâram ‘tó, medence’ < Kheled-zâram ‘Tükör-tó; tkp. üvegtó’
- [zigil1] ‘(tű)fok, szeg’ < Zirakzigil ‘Ezüstfok’; Tolkien később megfordította a helynév tagjainak értelmét, így zigil2 használandó helyette
- zirak2 ‘(tű)fok, szeg’ < Zirakzigil ‘Ezüstfok’, Gamil Zirak személynév